# Sorribas (Grado)
Sorribas es una parroquia y localidad del concejo de Grado, en el Principado de Asturias (España). Alberga una población de 34 habitantes (INE 2009) en 35 viviendas. Ocupa una extensión de 4,14 km².
Se sitúa en el área centro occidental del concejo, y limita al norte con la parroquia de  Pereda; al este con la de Rodiles; al sur con la de Ambás y al oeste con la de Santa María de Villandás.
El templo parroquial se halla al sur del lugar de Las Corujas. Se celebra con oficio religioso y romería la festividad de Nuestra Señora del Rosario, el primer domingo de septiembre, y con oficio religioso el Santo Ángel de la Guarda, el 1 de marzo.

## Poblaciones
Según el nomenclátor de 2009 la parroquia está formada por las poblaciones de:
- Las Corujas (Las Coruxas en asturiano (lugar): 8 habitantes.
- Sorribas (lugar): 26 habitantes.

Las edificaciones que conforman el lugar de Sorribas se asientan en el tercio superior de la ladera noroccidental de la cuenca del arroyo Tarallongo y en el collado divisorio de esta vaguada con la del río Vega. Se orientan al sudeste, a una altitud que oscila entre los 450 y los 530 m s. n. m.
Dista aproximadamente 12,5 km de la capital del concejo, Grado, y se accede a través de la carretera AS-311.
El enclave y su entorno gozan de excelentes vistas panorámicas sobre una amplia franja del sector centrooccidental del concejo; conserva asimismo, un notable conjunto de hórreos.